# ثابت بن خالد
ثابت بن خالد بن النعمان (المتوفي سنة 4 هـ) صحابي من الأنصار من بني غنم بن مالك بن النجار من الخزرج. شهد ثابت مع النبي محمد غزوتي بدر وأحد، قيل قُتل يوم بئر معونة، وقيل قُتل يوم اليمامة.